# Tonja Buford-Bailey
Tonja Yvette Buford-Bailey (Dayton, Ohio, 13 de dezembro de 1970) é uma antiga atleta norte-americana, que competia principalmente em corridas de 400 metros com barreiras. Até se casar com Victor Bailey, em outubro de 1995, competia com o nome de solteira Tonja Buford.
O seu melhor resultado foi obtido nos Campeonatos Mundiais de 1995, em Gotemburgo, quando se classificou em segundo lugar, com menos um centésimo de segundo que a sua compatriota Kim Batten, que nesta prova batia o recorde do mundo. Com marcas de 52.61 e 51.62 s, ambas as atletas ficavam abaixo do recorde mundial de Sally Gunnell que era de 52.74 s desde 1993. Este tempo alcançado por Buford, faz dela, ainda hoje, uma das cinco melhores atletas de sempre em 400m barreiras.
No ano seguinte participou nos Jogos Olímpicos de Atlanta, onde obteve a medalha de bronze, com o tempo de 53.22 s, atrás da jamaicana Deon Hemmings (52.82 s) e de Kim Batten (53.08 s). Nas suas duas outras participações olímpicas, alcançou resultados mais modestos: presença nas semi-finais em Barcelona 1992 e quedando-se pelas séries preliminares em Sydney 2000.